# 航空公司

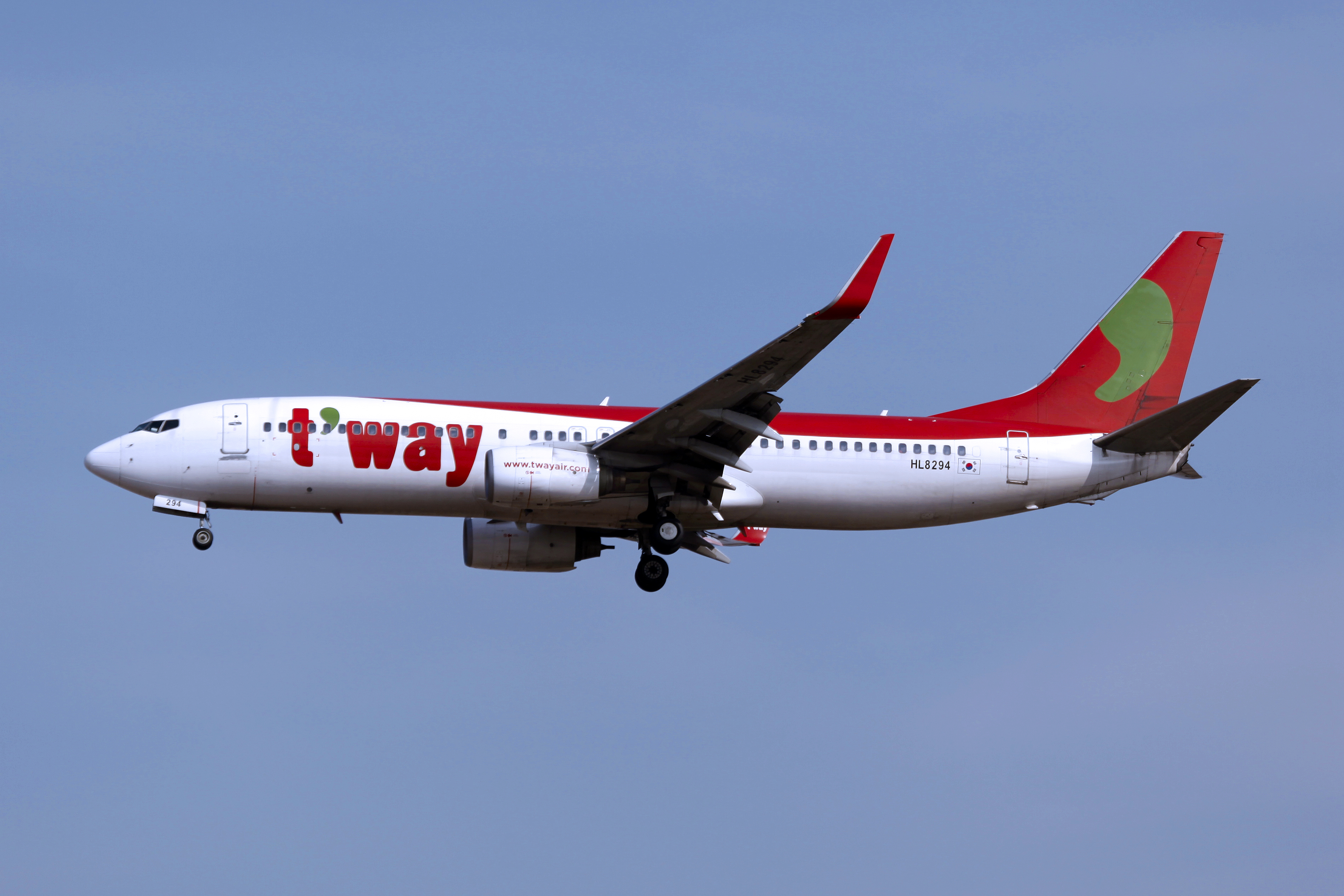
德威航空的波音737客機，在韓國首爾仁川國際機場

航空公司（英語：Airline）是以各种航空飞行器为运输工具为乘客和货物提供民用航空服务的企业，它们一般需要一个官方认可的运行证书或批准。航空公司使用的飞行器可以是它们自己拥有的，也可以是租来的，它们可以独立提供服务，或者与其它航空公司合伙或者组成联盟。
航空公司的规模可以从只有一架运输邮件或货物的飞机到拥有数百架飞机提供各类全球性服务的国际航空公司。航空公司的服务范围可以分洲际的、洲内的、国内的，也可以分航班服务和包机服务。
航空公司可以按多种方式分类：
1. 按公司規模分，如大型航空公司、小型航空公司；
2. 按飞行范围分，如国际、国内航空公司；
3. 按运输的种类分，如客运航空公司、货运航空公司；
4. 按工作时间分，如定期、不定期航空公司；
5. 按公司經營策略分，如傳統型航空公司、低成本航空公司。

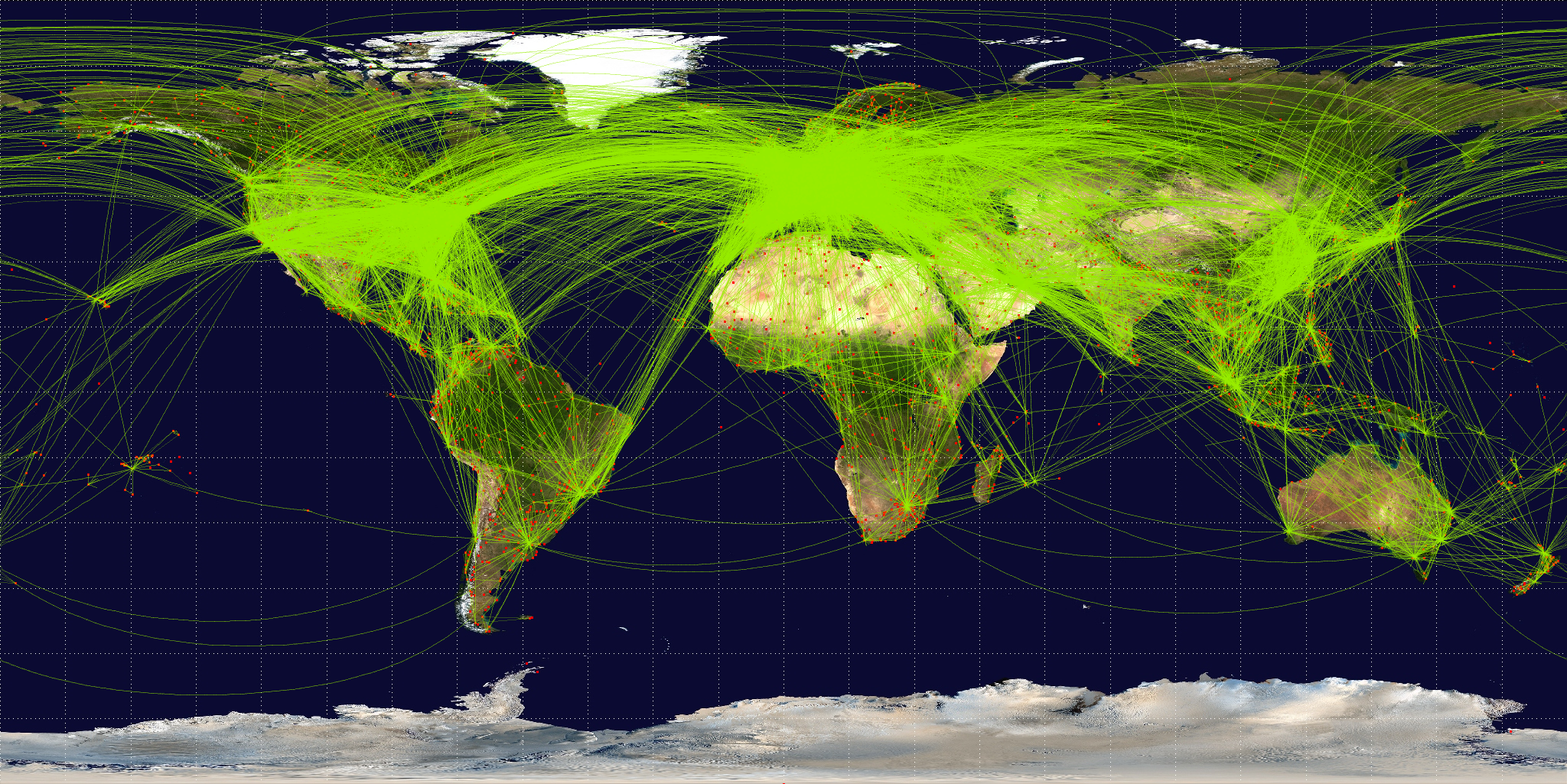
2009年的世界航空網（点击查看大图）

## 历史

### 第一家航空公司
德国飞艇股份公司（Deutsche Luftschiffahrts-Aktiengesellschaft，缩写）是世界上第一家航空公司，成立于1909年11月16日。它是一家政府参与的公司，使用齊柏林飛船，总部位于法兰克福。世界上依然存在的五家历史最悠久的航空公司为荷兰的荷蘭皇家航空、哥伦比亚的哥倫比亞航空、澳洲的澳洲航空、墨西哥的墨西哥國際航空和捷克的捷克航空。

### 美国航空公司

#### 早期发展
美国最早的班机商业航线于1914年1月1日设立。最早的航空公司有布兰尼夫国际航空、泛美航空、達美航空、聯合航空（最初为波音的子公司）、環球航空、西北航空和東方航空等。
1920年代早期乘客服务很少，大多数航空公司运送邮包。1925年福特汽车收购了一家飞机制造公司，开始建造全金属的福特三发动机飞机，这是美国第一家成功的航班飞机。它可以运载12名乘客，因此使得乘客服务更加有盈利。航空飞行逐渐成为美国运输网中铁路运输的补充。
与此同时胡安·特里普开始建立一个把美国与世界其它各地连接在一起的航空网。他创办了泛美航空，使用一支水上飞机队设立了洛杉矶至上海和波士顿至伦敦的航线。1940年代前泛美航空和西北航空（从1920年代开始飞往加拿大）是美国唯有的两个有国际航线的航空公司。
1930年代里波音247和道格拉斯DC-3的出现使得美国的航空公司普遍进入盈利状态，即使大萧条也未能削弱这个趋势。这个趋势一直维持到第二次世界大战。

#### 1945年后的发展
战後各国政府开始为正在出现的民用航空业设立标准和范围，美国支持给予航空公司最大的操作自由。其中原因之一在于美国航空公司不像欧洲和亚洲的航空公司那样在战争中遭到了巨大的破坏。至今为止美国政府在一定程度上依然支持这个“开放空间”的政策。

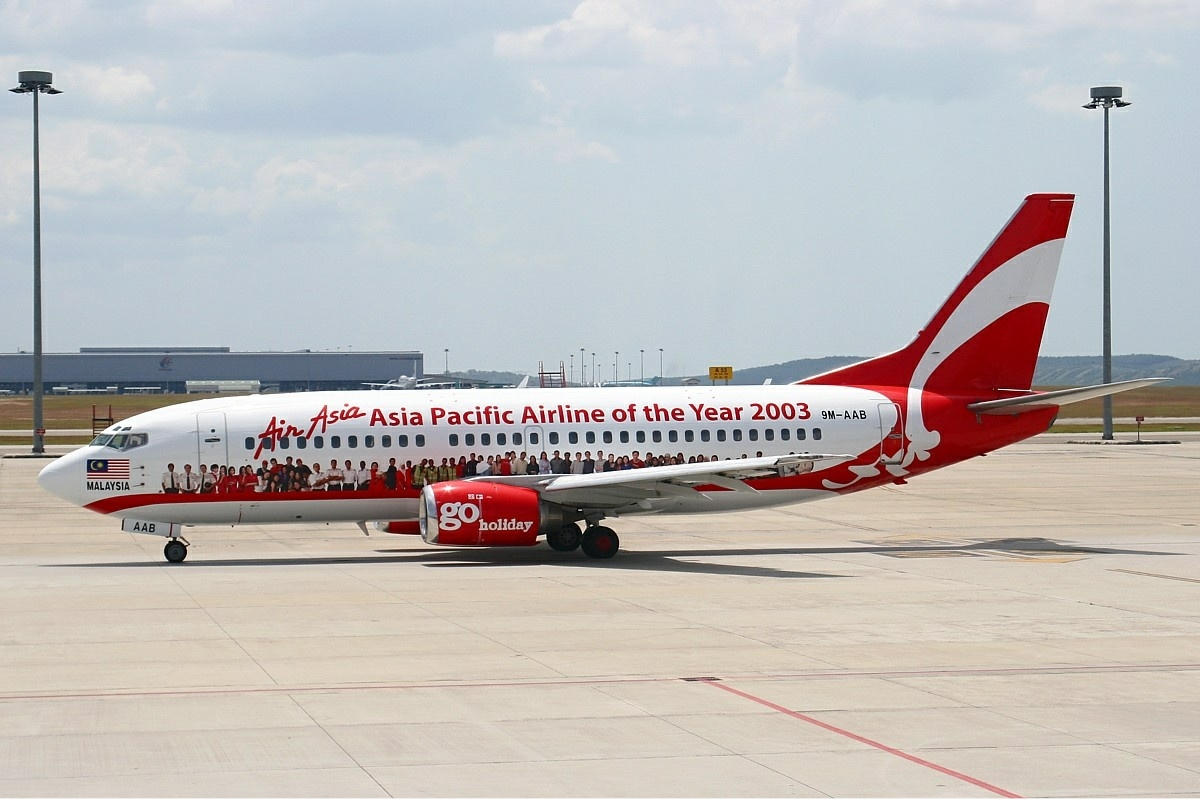
亚洲航空的 波音737-300.

第二次世界大战和第一次世界大战一样对飞机业产生了巨大的推动作用。许多航空公司通过与军队的租借合約发了大财，预测到未来货物和乘客民用航空运输的巨大需求。它们此时愿意投资购买新的飞机如波音377、洛克希德星座和道格拉斯DC-6。大多数这些新飞机是在美国轰炸机如B-29超級堡壘轟炸機的基础上发展的。这些轰炸机的发展导致了新技术的研制（如增压）。这些新技术提高了这些飞机的效率，使得它们的速度和负载量均获得提高。
1950年代里哈維蘭彗星型、波音707、道格拉斯DC-8等成为西方喷气式飞机的第一批旗舰。东方集团阵营的航空公司如苏联民航和東德航空则使用蘇聯研制生产的圖波列夫客機图-104和图-124。
1970年代里出现的波音747、麦道DC-10和洛克希得L-1011三星客机为航空公司业再次带来了巨大的推动。今天这些飞机依然是国际航空业的主力。圖-144和协和飞机使得超声速飞行成为现实。1972年成立的空中巴士是至今为止欧洲最成功的商业飞机制造商。这些飞机大多数在速度上没有多少提高，但是在载客量、负载量和飞程上均有巨大的提高。
1978年美国放松对航空业的管制，降低了对新航空公司成立的要求。当时经济正处于萧条时期。新的航空公司进入市场。它们购买飞机、租用机库和维护服务、训练新的人员和雇用其它航空公司解雇的人员。
但是此后当经济恢复正常后大航空公司使用廉价和提供额外运输量等方法打击新成立的公司，只有美国西部航空公司是这个阶段遗留下来的重要的新成立的公司，其它许多全部又消失了。
从许多观点上来看最大的获益者是乘客。美国的空运需求飞增，上百万过去从来没有飞或者很少飞的人成为常飞乘客，甚至参加累计里程点的优惠项目或其它优惠项目。航班次数的增高也意味着商务人员可以在全美国一天内来回飞行，到另一个城市里办公后同日飞回。航空服务的优点对城市间的公共汽车线路施加了极大的压力，甚至几乎将它完全摧毁。
1980年代里世界上半数的航空飞行是在美国。今天美国国内每天有上万次航班。
20世纪末一种新型的廉價航空公司，它们提供没有外加的廉价飞行。西南航空、捷藍航空、穿越航空等廉价航空公司对大航空公司造成了严厉的挑战，与此同时在欧洲、加拿大和亚洲也有相应的趋势。它们的商业可能性对常规航空公司造成了严峻的竞争威胁。
在过去50年里美国航空业从盈利发展到极其亏本。1978年作为第一个被放松管制的大市场美国航空业比任何一个其它国家或地区的航空业受到的冲击都要大。

### 欧洲航空公司
欧洲最早从事空运的国家有芬兰、法国、德国、荷兰和英国。
荷蘭皇家航空是今天世界上最老的、依然以它原名运行的航空公司，它于1919年成立。它的第一次飞行是1920年把两个英国人从阿姆斯特丹飞到伦敦希斯罗机场。与欧洲当时的其它大航空公司一样荷兰皇家航空一开始的发展主要是通过连接远处殖民地的服务。但是荷兰帝国丧失了其殖民地后荷兰皇家航空的境遇不良，因为荷兰是一个小国家，只有很少潛在的旅客，因此它主要依靠转机的旅客来维持其营业。荷兰皇家航空是第一个使用枢纽系统来达到简易转机。
1919年法国开始与摩洛哥的空邮服务，1927年这个服务被私有化，公司命名为空邮公司（Aéropostale），它获得了许多资本，成为一个重要国际航空公司。1933年该公司破产，被国有化，与数个其它航空公司合并为法國航空。
1923年9月12日在赫尔辛基包机公司成立，它是芬兰航空的前身，是世界上至今为止依然运行的最老的航空公司之一。公司使用的最早的飞机是一架荣克F13，于1924年3月14日交货，最早的飞行是1924年3月20日从赫尔辛基赴爱沙尼亚首都塔林。1922年運作至今的蘇聯民航（由俄羅斯航空繼承）也是古老的品牌。
1926年德国汉莎航空成立，与当时其它大多数航空公司不同的是汉莎航空成为欧洲外的一个大投资者，它向巴西航空和哥伦比亚航空投资。德国的航空公司使用的荣克、多尼尔和福克飞机是当时世界上最先进的。德国空运的顶峰是1930年代中，当时纳粹宣传部部长批准开始商业齊柏林飛船服务。这些巨大的飞艇成为工业能力的象征。但是它们使用易燃的氢气造成安全问题，最后导致1937年興登堡號飛船的空难。
1919年8月25日英国公司飞机运输和旅行公司（Aircraft Transport and Travel）开始伦敦至巴黎之间的服务，这是世界上第一个国际性班机。英国此时最重要的航空公司是帝国航空公司，1939年改名为英国海外航空。帝国航空使用巨大的汉德利-佩季双翼飞机在伦敦、中东和印度之间飞行：由貝都因人在鲁卜哈利沙漠中修理的帝国航空飞机是大英帝国时期遗留下来的图片中最著名的一張。

#### 放松管制
1990年代初欧洲联盟对航空业放松管制对航空业有很大的影响。航班的距离缩短，易捷航空和瑞安航空对传统国家航空公司造成了巨大的竞争。
这些国有航空公司本身也私有化，比如爱尔兰航空和英国航空。一些航空公司如意大利航空2008年初受到油价上涨的冲击。

### 拉丁美洲航空公司

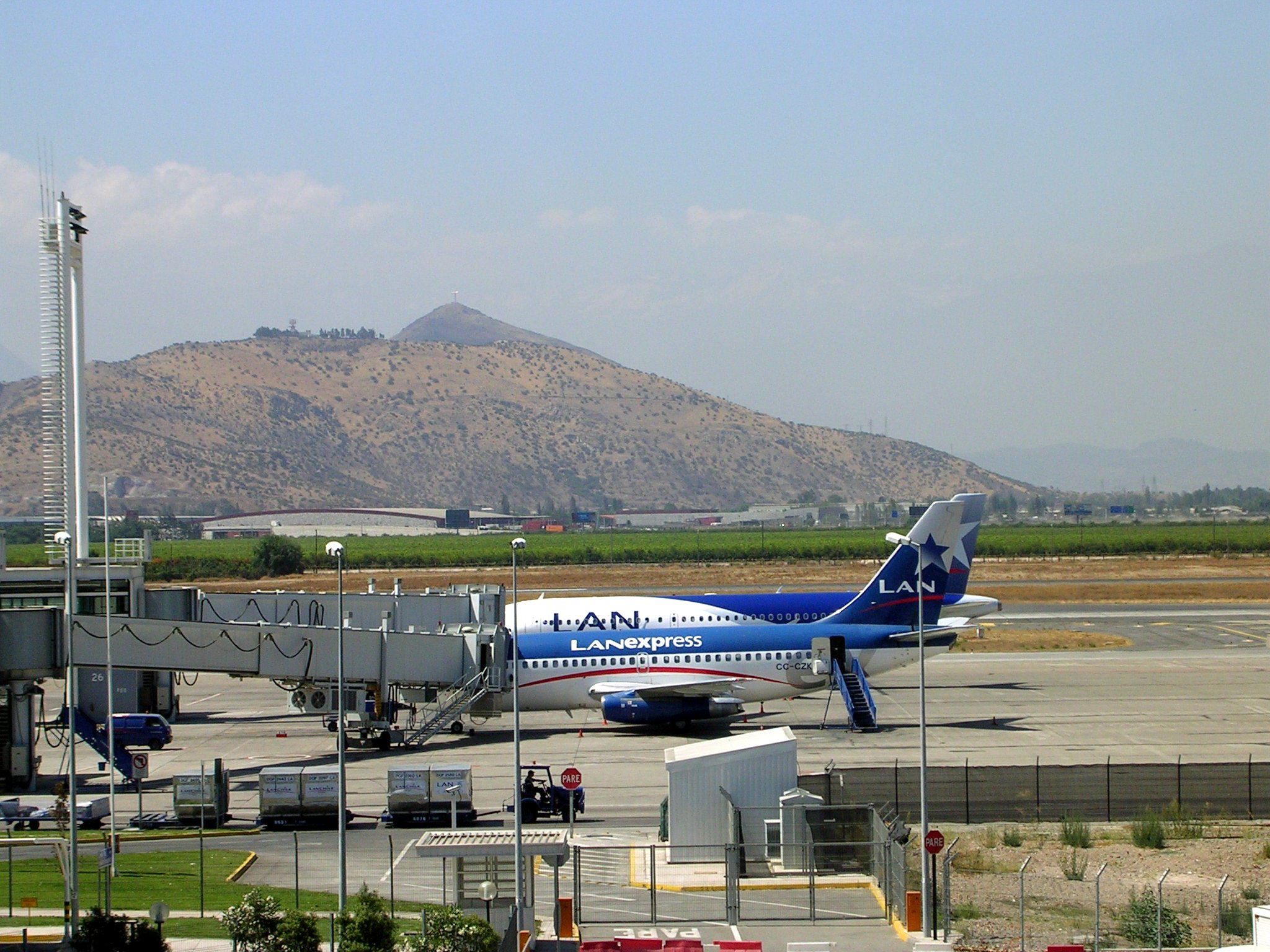
位于智利圣地亚哥的智利國家航空飞机

拉丁美洲最早拥有航空班机的公司有智利的智利国家航空、哥伦比亚的哥伦比亚航空、墨西哥的墨西哥国际航空、巴西的巴西航空和中美洲国家（洪都拉斯、萨尔瓦多、哥斯达黎加、危地马拉和尼加拉瓜）合作成立的中美洲航空集团。这些航空公司在第二次世界大战之前就已开始营业。
墨西哥国际航空于1934年成立，一开始命名为。其它地区性航空公司如阿根廷航空公司类似。所有这些航空公司依然在运行。
近年来拉丁美洲的空运市场发展迅速。
这些航空公司为它们国内航空飞行服务，同时也连接拉丁美洲各国以及飞往北美洲、欧洲、大洋洲、非洲和亚洲。
只有智利国家航空以智利为中心外还在秘鲁、厄瓜多尔、阿根廷和多米尼加有海外分公司。
拉丁美洲的空运枢纽有巴西的聖保羅、哥伦比亚的波哥大、秘鲁的利马、墨西哥的墨西哥城、阿根廷的布宜诺斯艾利斯和智利的圣地亚哥。

### 亚洲航空公司
一些最早从事空运的亚洲国家和地区包括马来西亚、臺灣、印度、印度尼西亚、中國大陆、日本和菲律宾等。
1929年开始营业的中国航空是由当时的中华民国政府与美国柯蒂斯-莱特公司合资成立，当年10月份开通上海至汉口航班。从1929年至1936年间，中航公司飞行5538974英里，载运了838.271磅邮件和46404名旅客。1937年卢沟桥事变后，中航一度停航直到1938年复航。在整个民国时期中航和央航(前身为1932年由中德合资成立的欧亚航空公司)为中国的两大航空公司。香港則是在1946年成立的國泰航空為主，1949年两航事件后中国航空成为中国民航在香港的子公司，一度停止业务，民國政府到了台灣則成立了中華航空應對，在大陸這邊，直到1978年改革开放后，才经营中国民航在海外的票务代理，并设立中航浙江航空公司运营浙江航线。後來1990年代中國民航拆分為6家公司，由各地負責，2002年与中国国际航空和西南航空合并成立中国航空集团，逐漸發展為為今日的三大航。

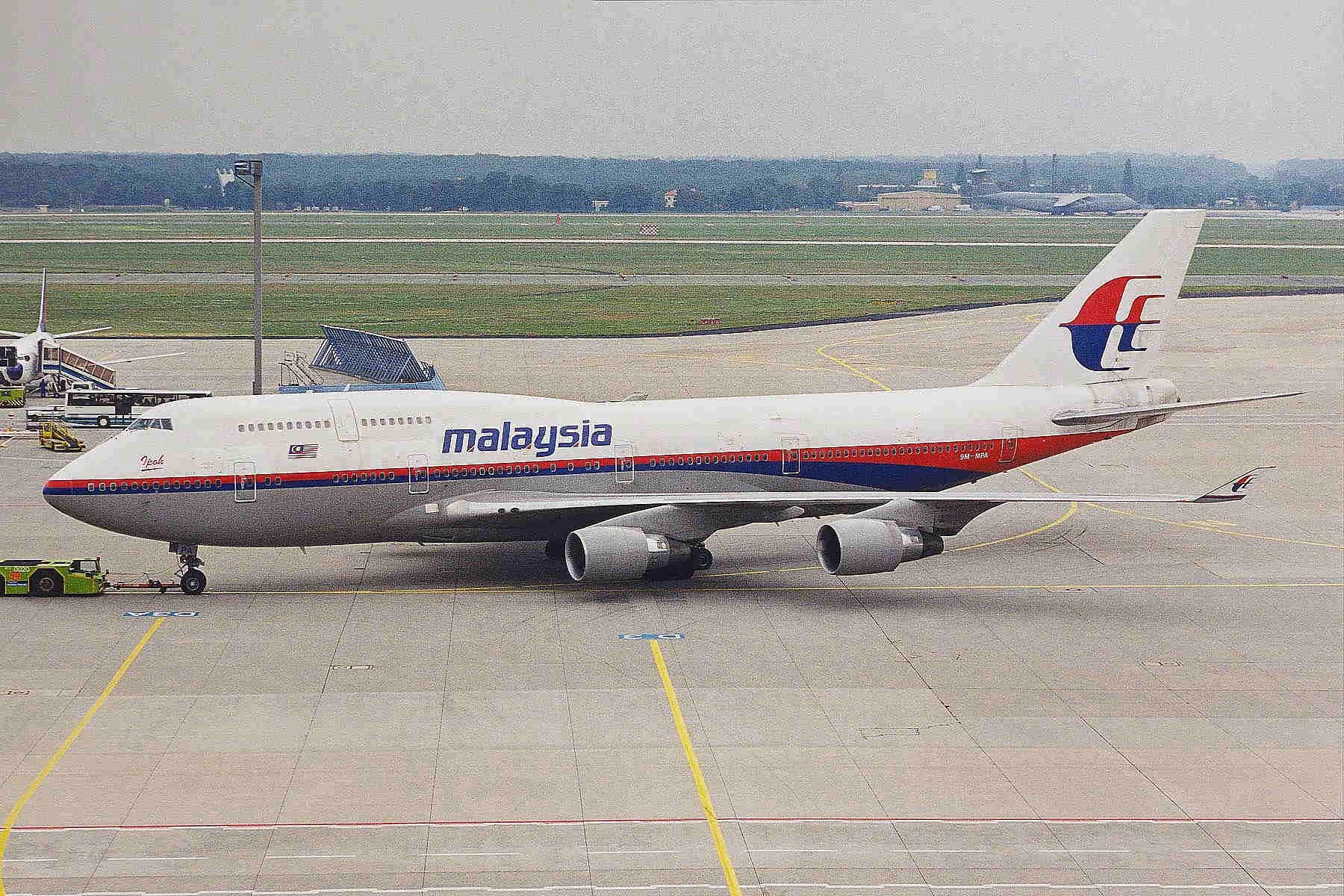
一架马来西亚航空的波音747-400

昭和4年（1929年）日本航空输送株式会社成立，运营主要的日本国内航线和日本的租界所在地的中国大陆航线。1938年11月7日，日本航空输送株式会社在临时股东大会上决定和新成立的大日本航空统合。运营日本国内线的日本航空輸送研究所、日本海航空株式会社、東京航空株式会社和安藤飛行研究所也在同一时间停止运营，日本的航空公司统一于大日本航空。大日本航空以东京羽田机场为基地，福冈、京城（首尔）和台北亦为其重要焦点机场。
最早开始有空运企业的亚洲国家之一是菲律宾。1941年2月26日菲律賓航空成立，它是亚洲历史历史最悠久的依然以其原名运行的航空公司。该航空公司由一群当时在菲律宾的商务人士举办，其第一次飞行从当年3月15日开始的马尼拉和碧瑶市之间的每日航班。后来它又开始使用比较大的飞机如道格拉斯DC-3等。日本航空的第一架飞机（一架DC-3）是从菲律宾航空租来的。1946年7月31日一架被菲律宾航空租借的道格拉斯DC-4运载40名美国人从马尼拉尼尔森机场经關島、威克島、约翰斯顿环礁和夏威夷檀香山赴美国加利福尼亚州奥克兰，成为第一个跨越太平洋的亚洲航空公司。同年12月该公司开始马尼拉和旧金山之间的航班，1946年该航空公司也成为菲律宾的國家航空公司。

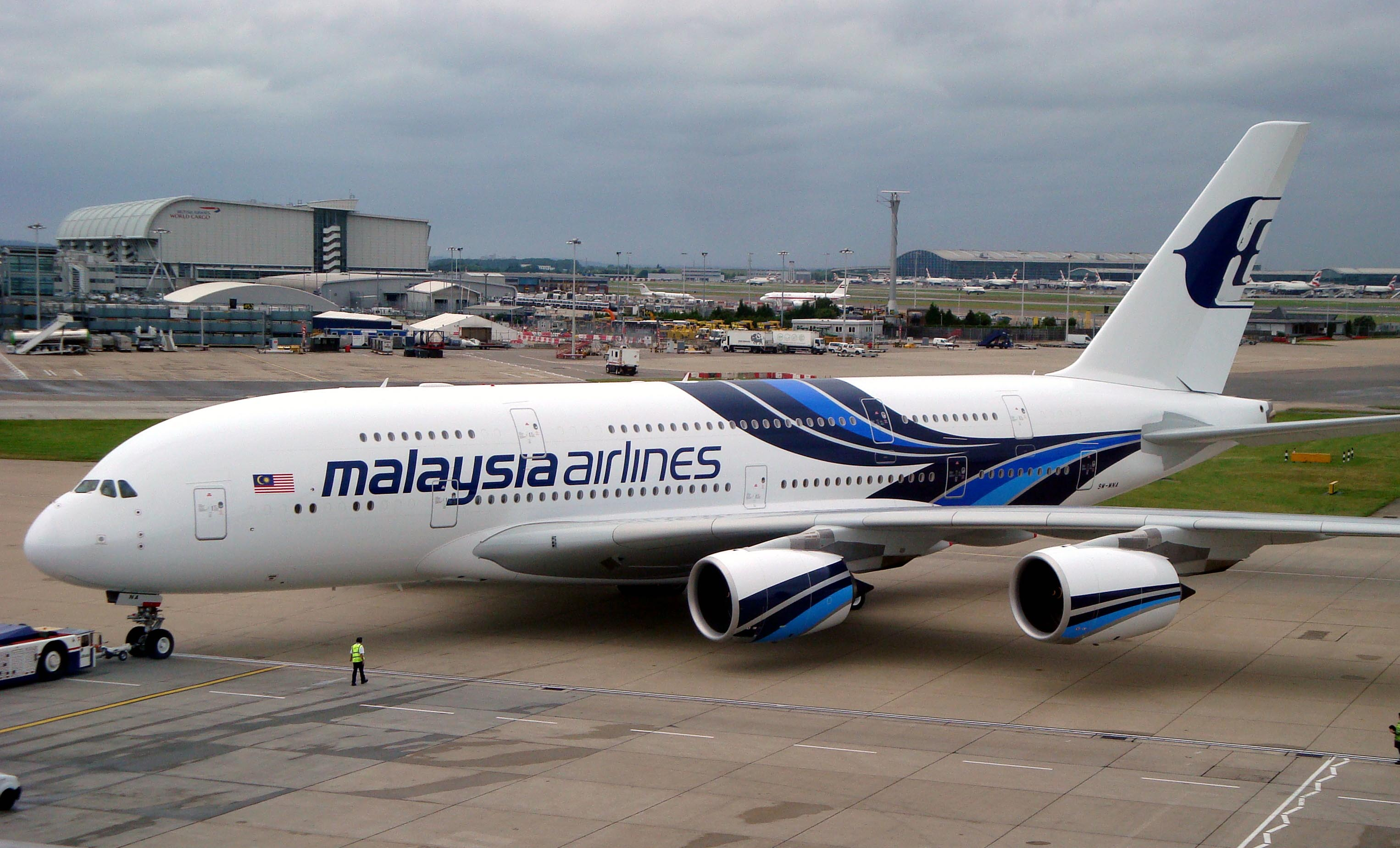
一架馬來西亞航空的空中巴士A380

另一个起步早的航空公司是印度航空，它于1932年以“塔塔航空”为名成立，是当时印度工业家贾姆谢特吉·塔塔的企业（今天的塔塔集团）的一个分部。1932年10月15日塔塔本人飞一架小型单引擎飞机为帝国航空将邮件从卡拉奇经艾哈迈达巴德传递到孟买。此后一名英國皇家空軍继续将该飞机飞到钦奈。
第二次世界大战爆发后许多新成立的国家航空公司将它们的飞机转为军用，因此在亚洲民用航空基本停止。
第二次世界大战后印度恢复民用航空，1946年7月29日塔塔航空成为一个部分国有企业，并改名为印度航空。印度独立后政府占有该航空公司49%的股份。该航空公司拥有从印度飞行国际航班的权益，并是印度的国家航空公司。
印度的邻国也很快就开始从事民用航空了，巴基斯坦国际航空公司（原名东方航空）和國泰航空是於1946年成立，星、馬的馬航和新航於1947年成立，嘉魯達印尼航空於1949年成立，日本航空於1951年成立，中華航空於1959年成立，大韓航空於1962年成立。

## 管制制度

### 国家性
许多国家拥有国有的航空公司。国家对完全私有的航空公司有一系列经济、政治和安全措施方面的管理制度。比如政府经常介入航空公司工会活动来保障不同地区间旅客、邮件和货物运输的通顺和安全措施。
美国和澳大利亚，在一定程度上巴西、墨西哥、英国和日本对其国内的航空公司的管制放松。过去这些政府对航空公司规定机票价格、制定航线以及规定其它运行必须。管制放松后航空公司在很大程度上可以自己与各机场商议运行条件，可以比较简便地进入或者退出航线，以及按照市场需要取消或者增添航班。
在一个管制放松的市场中新航空公司进入市场的门槛比较低。比如美国已有上百家航空公司成立（一些仅运行了很短时间）。这导致市场内的竞争压力提高，平均在美国机票价格下跌了20%，这为传统的航空公司造成了巨大的压力。其结果是一个管制放松的市场对于大多数航空公司来说不容易，这些因素导致一些大航空公司和一些起步弱的新航空公司退出市场。

### 国际性

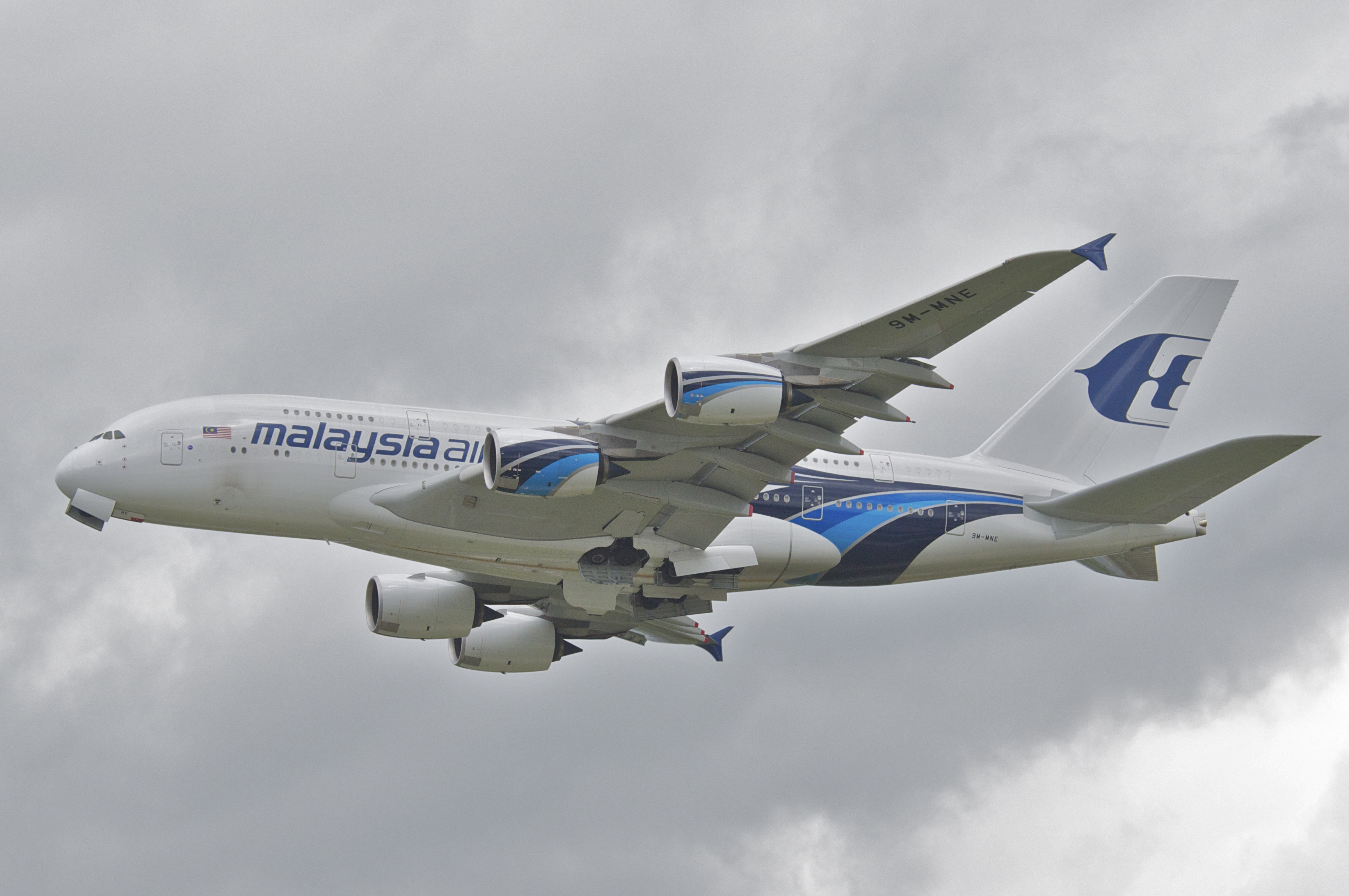
馬來西亞航空的空中巴士A380起飛

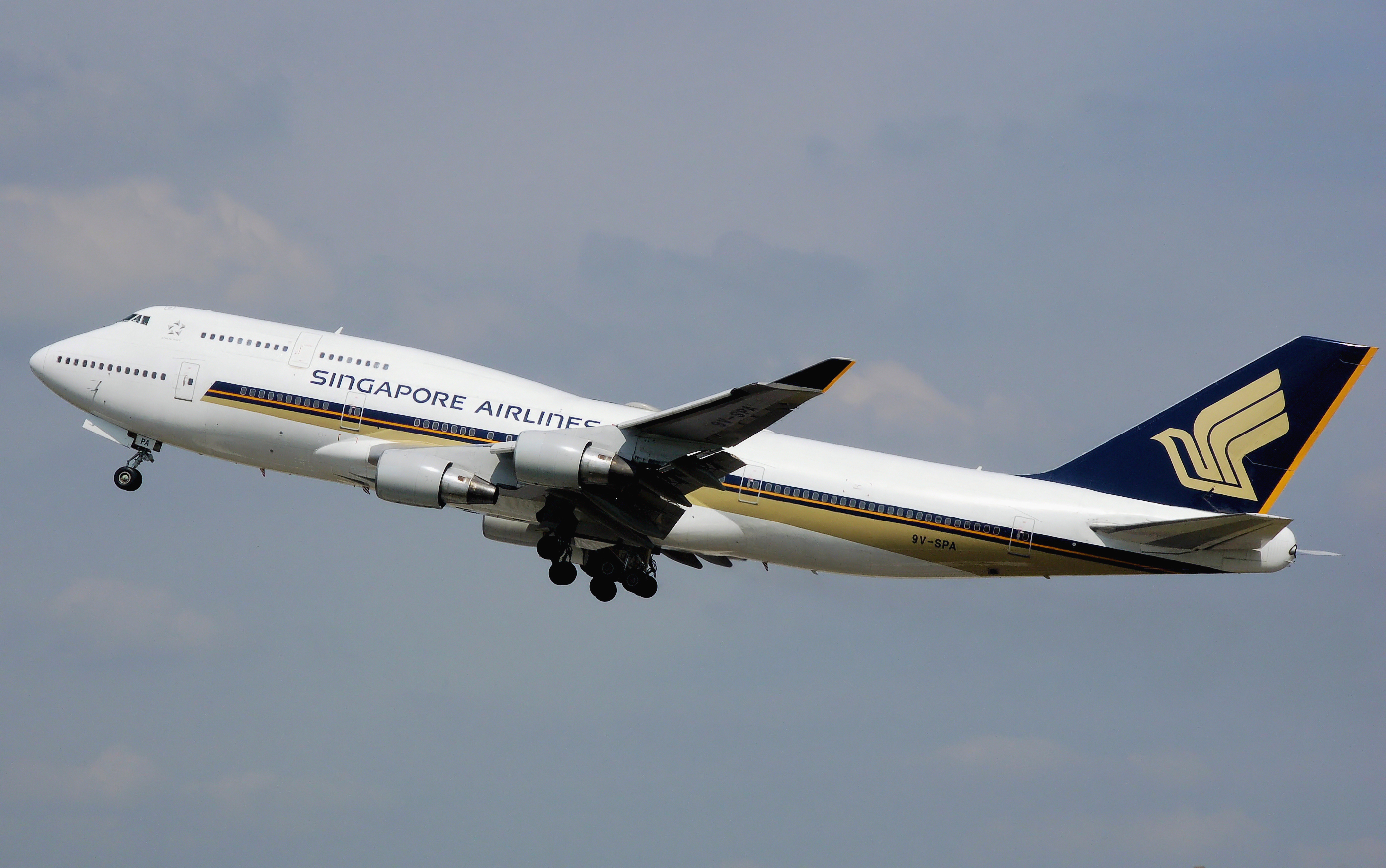
新加坡航空的波音747从伦敦希斯罗机场起飞

国际民航组织等组织设立全球性的安全和其它重要问题标准。大多数国际航空是由国家间的双边条约管制的，这些条约指明特别航空公司飞行特别航线。这些条约的前例是美国和英国在第二次世界大战后签署的百慕大条约，条约中指出跨大西洋飞行使用得着机场，并给予条约国指明飞行这些航线的航空公司。
双边条约基于航權，其中包括一组交通权，包括从飞跃一个国家的领空的权利至宰一个国家内提供国内飞行的权利。大多数条约允许一个航空公司从它们的本国飞往另一个国家的目标机场，一些还包括继续飞往一个第三国或者携国际旅客飞往目标国内的另一个目标机场的权利。
1990年代里开放天空协约越来越普及。这些协约取代了国家政府大多数的管理权，把国际航线开放给更多的竞争。尤其欧洲联盟的航空公司比美国的航空公司处于劣境，因此比较反对开放天空。

## 经济考虑

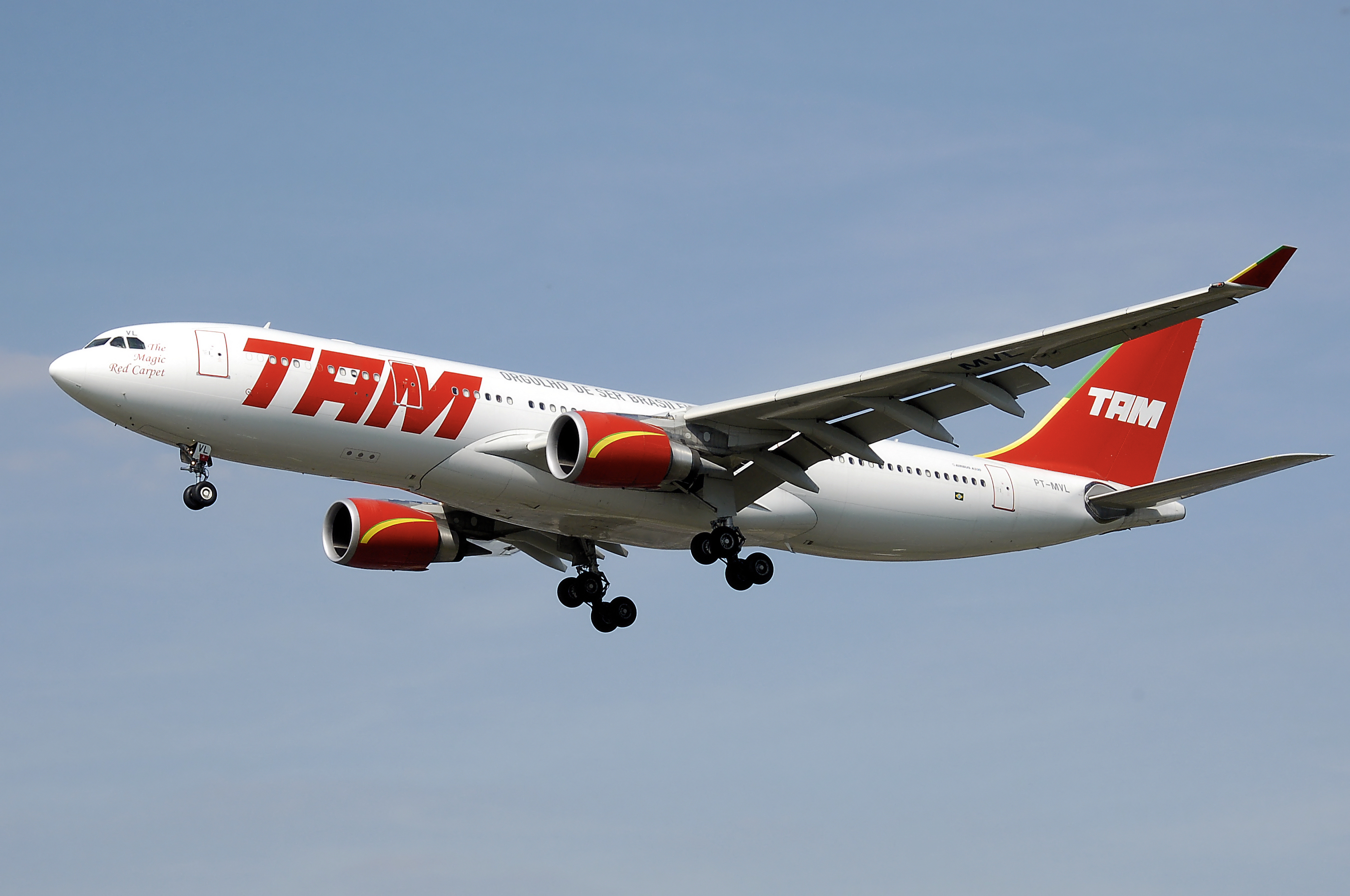
巴西天馬航空的空中巴士A330-200

在历史上航空公司往往依靠国家补偿而得以生存。在其120年的历史中航空公司总的来说是亏本。国家补偿也包括对飞机研制和制造上的补偿。
支持这个做法的人以外部性作为理由，认为通过全球化流动性的提高所带来的经济增长远远抵消了对航空业的补偿所带来的微观损失，因此这个补偿是有理由的。在相当大程度上空运和铁路一样被看作是战略性的运输方式，因此在政治界里共识认为政府对航空业要进行高度管制和调节。在世界上大多数地区航空业和铁路均获得公共补偿。
虽然许多国家依然维持国有或者半国有的航空公司，但是今天许多大航空公司是私有的，因此它们的操作是按照微经济提高股东盈利的原则进行的。

### 机票收入

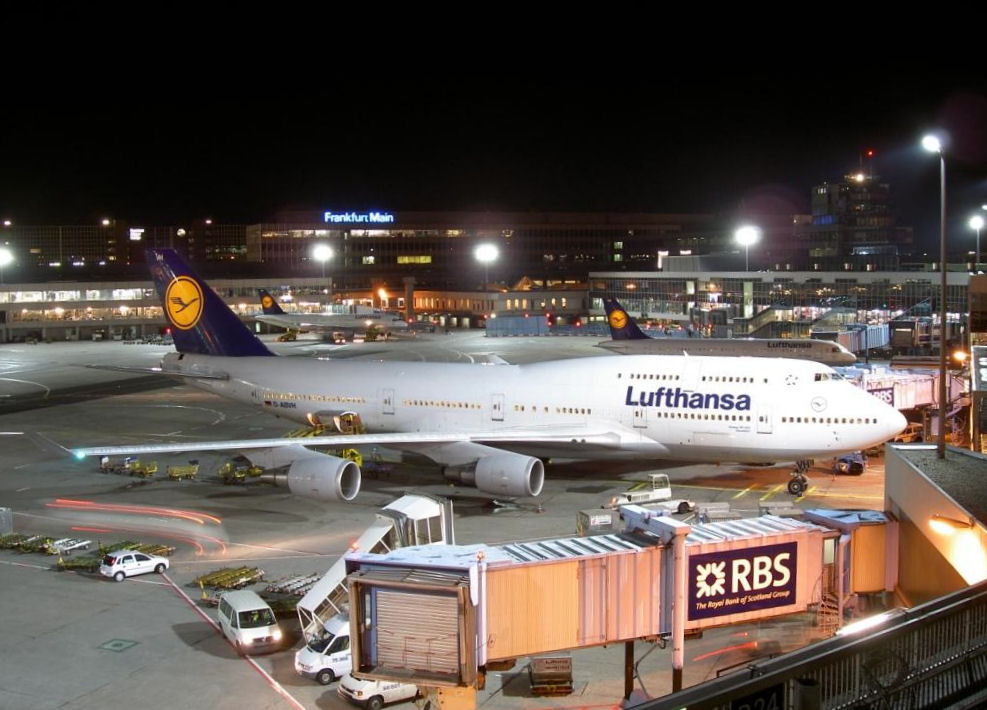
汉莎航空公司的一架波音747-400

航空公司试图通过定价它们的机票来获得最大的盈利。随着时间的发展机票定价越来越复杂，今天主要是通过电脑收益管理系统来定价的。
由于确定航班和保持盈利非常复杂，因此知道内幕的旅客可以钻很多空子。为了补偿这些空子带来的损失航空公司必须不断修改其价格弥补这些损失。
大多数航空公司使用不同的价格来同时向不同顾客出售不同价格的机票，这实际上是一种价格歧视。影响票价的因素包括离起飞的日子数、已经定票的百分比、估计的需求量、竞争对手的价格、飞行的日期和时间。
另一个使得价格计算复杂的因素是所谓的起点终点控制。比如有人买票花200澳元从墨尔本去悉尼的话，他可能与另一名乘同一飞机花1400澳元从墨尔本经悉尼去洛杉矶的旅客竞争。航空公司是应该把机票卖给乘远程的旅客呢，还是应该卖给乘近程的旅客，并希望会有一名旅客愿意花1300澳元从悉尼飞往洛杉矶。航空公司每日要做许多这样的决定。
1970年代末，现代电脑订票系统的出现为航空公司进行成本收益分析带来了巨大的便利，在一些情况下获得了几乎完美的价格歧视。
为了比竞争对手更加廉价，航空公司之间甚至爆发价格战。通过电脑，新价格可以很快发表到航空公司的销售频道上。
这些价格现象一般出现在传统航空公司中比较多，廉价航空公司一般提供固定的和简单的价格结构，有时每班飛机的价格不同。
在一定程度上电脑也使得航空公司能够预言在预订之后会有多少乘客真的会飞。这使得航空公司可以超额订票来补偿实际上没有飞的乘客，而同时又不会让付钱的旅客得不到座位。

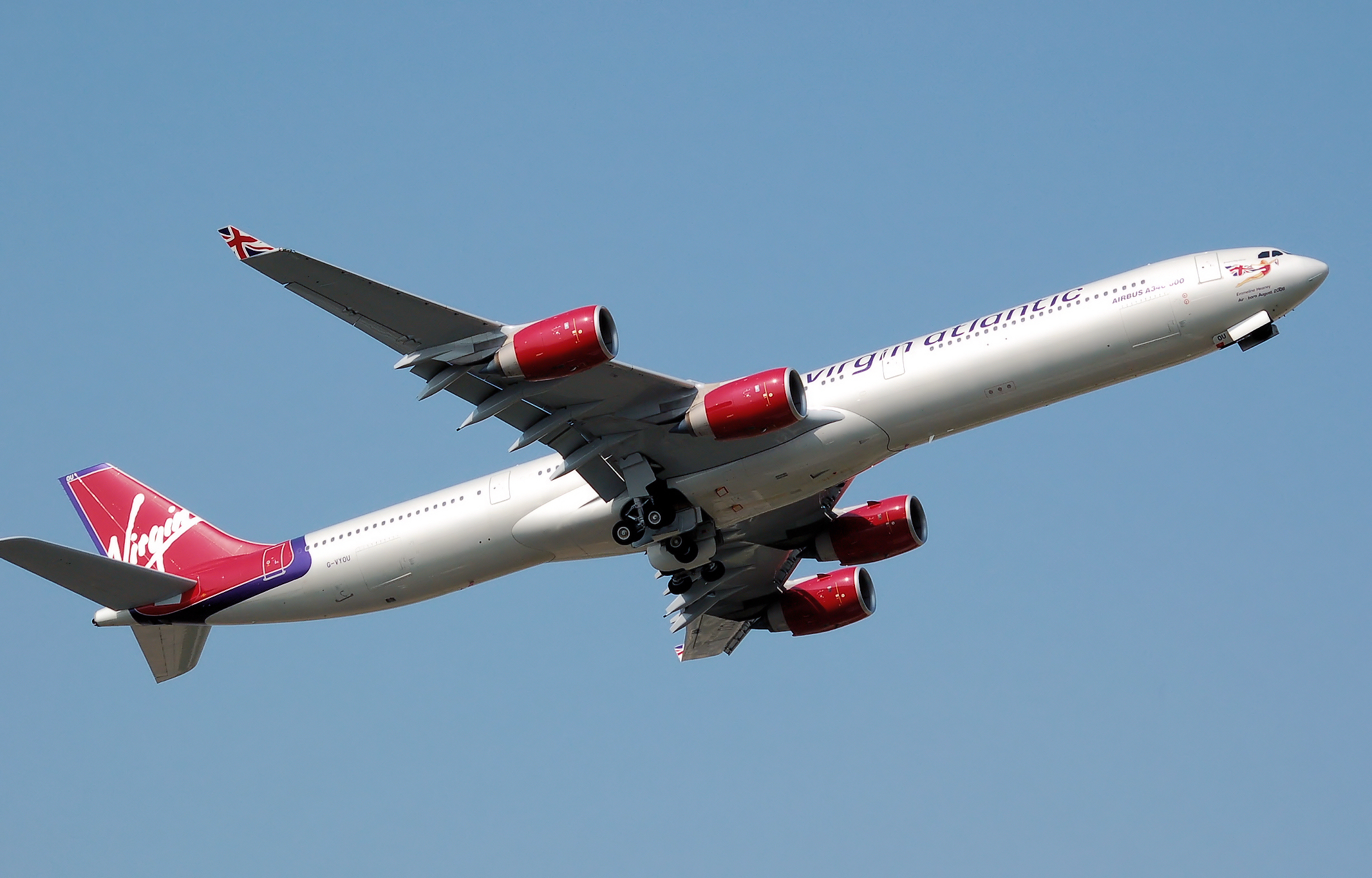
維珍航空的空中巴士A340-600

### 运行成本
全服务航空公司需要比较高的运行和固定成本来维持其空中服务：劳工、燃料、飞机、引擎、部件、信息处理服务和网络、机场设施、机场处理服务、销售、饮食、训练、航空保险等。因此大部分机票收入都被用来支付许多外部服务企业或者内部的支付了。
此外航空公司也常被用来当作收税人，但是通过一些国家之间的条约航空燃料是免税的。机票中还包括一系列航空公司无法决定的费用、税务和费用等。这些钱被交给不同的服务设施或者交给国家。航空公司还有执行政府管制的义务。比如在国际航线上航空公司必须将没有适当证件的乘客遣返他们出发的国家。
从1992年至1996年的分析显示在空运中航空公司是所有公司中盈利最低的，虽然航空公司通过销售机票为这些公司收费。航空公司的盈利为6%的投资，机场为10%，服务公司为10-13%，飞机出租商为15%，飞机生产商为16%，货运公司30%以上。
其结果是在美国和一些其它地区许多航空公司破产。目前在美国，美國航空、聯合航空和西北航空全部处于《美国破产法》第十一章破产保护状态下。
假如一个航空公司在一个机场设立了维修基地的话，将其航班集中在该机场比较有益。

### 财产和财政

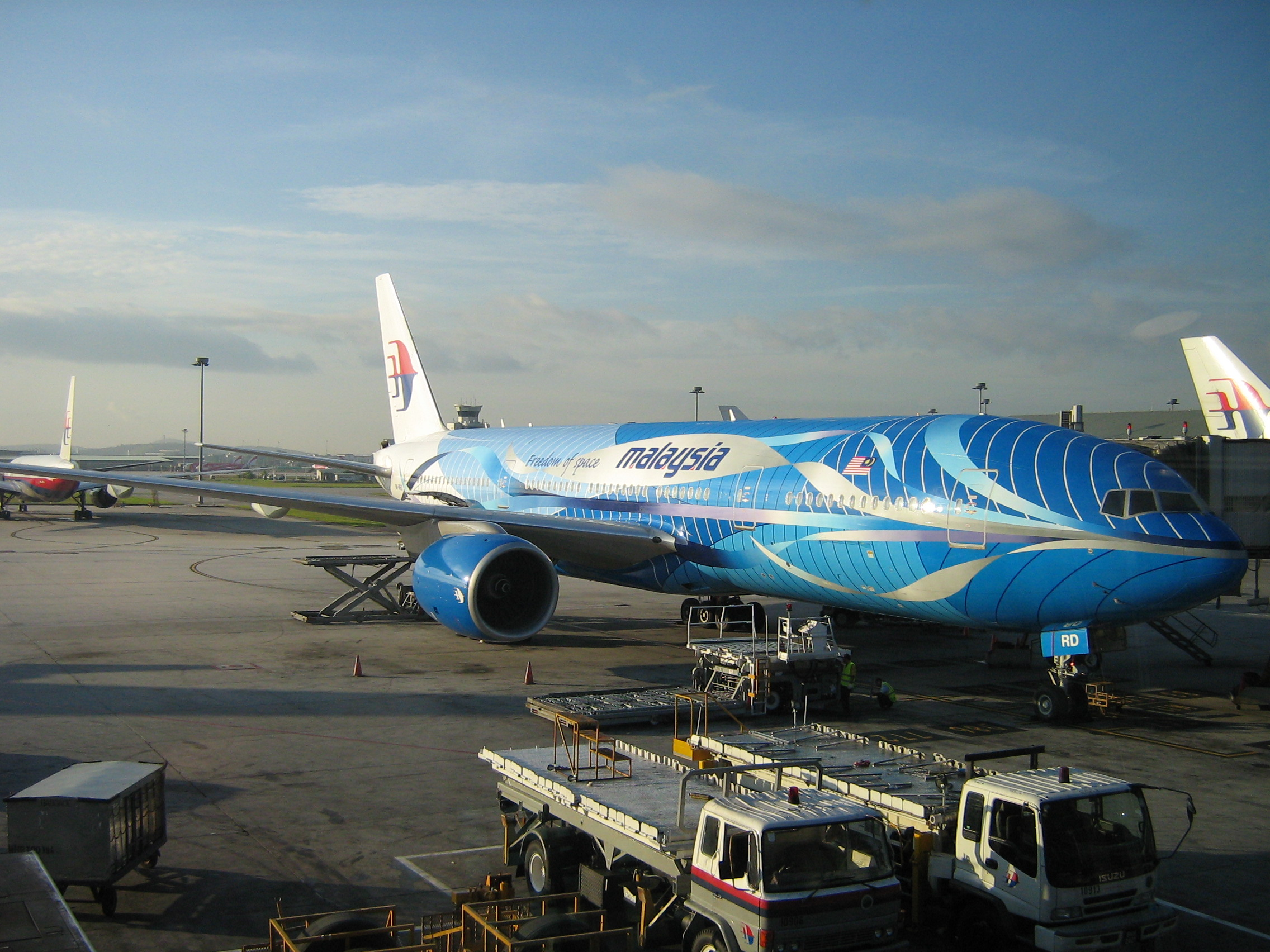
马来西亚航空的一架波音777-200ER（该飞机于2014年7月17日执行马来西亚航空17号班机时被击落）

航空公司的财政很复杂，因为其运行非常复杂。航空公司不仅需要不时购买新的飞机和引擎而且还要根据市场需求对其机队做出长期计划，同时还要使得其机队能够有效地运行和维护。
另一个财政问题是在买柴油和燃料时的对冲，一般来说燃料的价格是一个航空公司继劳工后第二大支出。由于近来油价上涨它甚至成为最大支出。
由于许多国际机场堵塞，在这些机场拥有一定数量的起飞和降落权对于许多航空公司来说也成为一个重要的、可以买卖的财产。比如在一天的高峰期拥有起飞权可以使一个航空公司吸引更多的赢利高的商务旅客，由此对于其它航空公司来说是一个竞争优点。假如一个城市有多座机场的话由于市场效应比较不重要的、或者竞争比较少的航线一般会聚集在比较不堵塞的机场，因为那里的起飞和降落权比较便宜和容易获得。地面交通设施等也是不同机场的吸引力不同的重要的因素。

### 联盟
班號共用是航空公司之间最常见的合作方法，这包括一个航空公司使用自己的班号为另一个航空公司售票。早在1960年代裡日本航空与苏联航空就在东京赴莫斯科的航线上进行班号共用了。这个方法使得航空公司至少在纸面上可以将其营业范围扩张到它无法进入的地区。
从1990年代开始航空公司越来越多地进行联盟。这些联盟可以看作是虚拟的合并来避免政府限制。星空聯盟、寰宇一家和天合聯盟等组织协调它们的旅客服务项目、提供特殊的跨公司机票、往往大量进行班号公用。它们越来越密集地集中它们的营业，它们互相之间的产品、服务标准、程式和机场设施都是标准化的，可以高效率地组合。最早组织航空联盟的航空公司之一是荷兰皇家航空，它与西北航空联盟。2004年荷兰皇家航空与法国航空合并后它们一起加入了天合联盟。
往往联盟的公司组合它们的訊息处理系统、一起买燃料和飞机来获得比较大的交易势力。尤其在购买燃料上联盟带来的好处很多。

## 环境问题
飞机引擎散发噪声污染、废气和灰尘污染，对全球变暖和全球黯化
现代的涡轮风扇发动机和渦輪螺旋槳發動機比过去的引擎效率要高得多，释放的废气也少。但是总的说来近年来空运的巨大发展导致航空造成的总污染提高，甚至抵消了一部分汽车达到的减少。在欧洲联盟从1990年至2006年航空造成的温室气体的释放量提高了87%。
由于气候变化和哈伯特顶点，有关于向空运征税和把航空业纳入排污交易的讨论，这个措施的目的在于征收航空的总外部价格。
在美国航空业释放的温室气体占运输业总释放量的约11%。波音估计生物燃料可以把飞行导致的温室气体减少60至80%。可能性之一是在现用的飞行燃料中加海藻制的燃料。
- 波音和新西蘭航空与巴西生物燃料生产商和新西兰的合作
- 維珍航空和合作寻找生物燃料的技术[9]。

## 代码
每个班机或者包机公司都有一个代码，飞机之间或者飞机与飞机与航空交通管理中心之间通讯时使用这个代码。大多数这些代码是由航空公司的名称缩写来的，但是有时出于历史性、市场广告的原因或者为了避免口语时产生的混淆一些航空公司的代码与它们的名称的缩写不一样。

## 职员
航空公司的职员包括：
- 机组人员，负责飞机营业，其中包括：
  - 飞行员（机长、副机长，一些老飞机和部分苏式飞机还需要一名甚至多名飛航工程師以及导航员）
  - 空中乘务员
  - 空中警官
- 地勤人员（通常外判予地勤公司）
  - 工程师，负责维护飞机
    - 航空工程师，负责维护飞机
    - 航空电子工程师负责维护飞机电子系统

  - 机身和发电机技术员
  - 电子系统技术员
  - 航空电子技术员
  - 航空通讯员
  - 行李管理员
  - 停机坪服务员
  - 旅客服务员（通常兼任售票员及登机检查员）